# Laiuse socken
Laiuse socken (estniska: Laiuse kihelkond, tyska: Kirchspiel Lais) var en socken i Dorpats krets i Guvernementet Livland. Socknens kyrkby var Laiuse (tyska: Lais).